# Rennrodel-Weltmeisterschaften 2003
Die 36. Rennrodel-Weltmeisterschaften auf der Kunstbahn fanden vom 17. bis 23. Februar 2003 im lettischen Sigulda statt und bildeten den Höhepunkt der Rennrodel-Weltcupsaison 2002/03.

## Einsitzer der Frauen
| Rang | Name                 | Land               | Zeit     |
| ---- | -------------------- | ------------------ | -------- |
| 1.   | Sylke Otto           | Deutschland        | 1:25.602 |
| 2.   | Silke Kraushaar      | Deutschland        | + 0.026  |
| 3.   | Barbara Niedernhuber | Deutschland        | + 0.549  |
| 4.   | Anna Orlova          | Lettland           | + 0.580  |
| 5.   | Veronika Halder      | Österreich         | + 0.690  |
| 6.   | Sonja Manzenreiter   | Österreich         | + 0.771  |
| 7.   | Lilia Ludan          | Ukraine            | + 0.940  |
| 8.   | Anke Wischnewski     | Deutschland        | + 0.945  |
| 9.   | Anastasia Antonowa   | Russland           | + 0.985  |
| 10.  | Brenna Margol        | Vereinigte Staaten | + 1.194  |
| 11.  | Natalie Obkircher    | Italien            | + 1.274  |
| 12.  | Courtney Zablocki    | Vereinigte Staaten | + 1.316  |
| 13.  | Margarita Klimenko   | Russland           | + 1.440  |
| 14.  | Regan Lauscher       | Kanada             | + 1.543  |
| 15.  | Julia Anaschkina     | Russland           | + 1.727  |

Weitere Reihenfolge
| Platz | Sportlerin          | Land |
| ----- | ------------------- | ---- |
| 16    | Aiva Aparjode       | LVA  |
| 17    | Maija Tīruma        | LVA  |
| 18    | Anahita Panjwani    | NOR  |
| 19    | Alexandra Rodionowa | RUS  |
| 20    | Anne Abernathy      | ISV  |
| 21    | Madison Dupuis      | CAN  |
| 22    | Juliya Dudar        | UKR  |
| 23    | Aija Katkovska      | LVA  |
| 24    | Ana Maria Pătrașcu  | ROU  |
| 25    | Veronika Sabolová   | SVK  |
| 26    | Jana Okuliarová     | SVK  |
| 27    | Žaneta Pavlovičová  | CZE  |
| 28    | Juliya Bilska       | UKR  |
| 29    | Sylwia Dobija       | POL  |
| DNF   | Vera Sergejewa      | UKR  |

## Einsitzer der Männer
| Rang | Name               | Land               | Zeit     |
| ---- | ------------------ | ------------------ | -------- |
| 1.   | Armin Zöggeler     | Italien            | 1:37.416 |
| 2.   | Mārtiņš Rubenis    | Lettland           | + 0.111  |
| 3.   | Rainer Margreiter  | Österreich         | + 0.191  |
| 4.   | Adam Heidt         | Vereinigte Staaten | + 0.203  |
| 5.   | Jan Eichhorn       | Deutschland        | + 0.271  |
| 6.   | Jaroslav Slávik    | Slowakei           | + 0.299  |
| 7.   | Markus Kleinheinz  | Österreich         | + 0.362  |
| 8.   | Wilfried Huber     | Italien            | + 0.379  |
| 9.   | Albert Demtschenko | Russland           | + 0.451  |
| 10.  | Denis Geppert      | Deutschland        | + 0.559  |
| 11.  | David Möller       | Deutschland        | + 0.586  |
| 12.  | Tony Benshoof      | Vereinigte Staaten | + 0.639  |
| 13.  | Martin Abentung    | Österreich         | + 0.762  |
| 14.  | Johan Rousseau     | Frankreich         | + 0.785  |
| 15.  | Reinhold Rainer    | Italien            | + 0.834  |
| 16.  | Georg Hackl        | Deutschland        | + 0.997  |

Weitere Reihenfolge
| Platz | Sportler              | Land |
| ----- | --------------------- | ---- |
| 17    | Guntis Rēķis          | LVA  |
| 18    | Wiktor Kneib          | RUS  |
| 19    | Jeff Christie         | CAN  |
| 20    | Alexej Gorlatschow    | RUS  |
| 21    | Nauris Skraustiņš     | LVA  |
| 22    | Bengt Walden          | SWE  |
| 23    | Stefan Höhener        | CHE  |
| 24    | Juris Šics            | LVA  |
| 25    | Yann Fricheteau       | FRA  |
| 26    | Julien Decharne       | FRA  |
| 27    | Przemysław Pochłód    | POL  |
| 28    | Patrick Schwienbacher | ITA  |
| 29    | Patrick Habegger      | CHE  |
| 30    | Anton Hörhager        | AUT  |
| 31    | Kirill Serikow        | RUS  |
| 32    | Michal Kvíčala        | CZE  |
| 33    | Mark Hatton           | GBR  |
| 34    | Samuel Edney          | CAN  |
| 35    | Shiva Keshavan        | IND  |
| 36    | Anders Söderberg      | SWE  |
| 37    | Jan Dolák             | CZE  |
| 38    | Jurij Hajduk          | UKR  |
| 39    | Kim Min-Gyu           | KOR  |
| 40    | Eugen Radu            | ROU  |
| 41    | Anatoli Hurin         | UKR  |
| 42    | John Nilsson          | SWE  |
| 43    | Robert Taleanu        | ROU  |
| 44    | Andrij Kis            | UKR  |
| 45    | Lee Chang-Yong        | KOR  |
| 46    | Lee Hak-Jin           | KOR  |
| DNF   | Jozef Ninis           | SVK  |
| DNF   | Shigeaki Ushijima     | JPN  |

## Doppelsitzer der Männer
| Rang | Name                                        | Land               | Zeit     |
| ---- | ------------------------------------------- | ------------------ | -------- |
| 1.   | Andreas Linger – Wolfgang Linger            | Österreich         | 1:25.363 |
| 2.   | Markus Schiegl – Tobias Schiegl             | Österreich         | + 0.023  |
| 3.   | Patric Leitner – Alexander Resch            | Deutschland        | + 0.050  |
| 4.   | Mark Grimmette – Brian Martin               | Vereinigte Staaten | + 0.081  |
| 5.   | Christian Oberstolz – Patrick Gruber        | Italien            | + 0.101  |
| 6.   | Gerhard Plankensteiner – Oswald Haselrieder | Italien            | + 0.370  |
| 7.   | André Florschütz – Torsten Wustlich         | Deutschland        | + 0.398  |
| 8.   | Ľubomír Mick – Walter Marx                  | Slowakei           | + 0.457  |
| 9.   | Steffen Skel – Steffen Wöller               | Deutschland        | + 0.618  |
| 10.  | Kurt Brugger – Wilfried Huber               | Italien            | + 0.664  |
| 11.  | Grant Albrecht – Eric Pothier               | Kanada             | + 0.730  |
| 12.  | Christian Niccum – Brian Wohlleb            | Vereinigte Staaten | + 0.733  |
| 13.  | Michail Kusmitsch – Juri Weselow            | Russland           | + 1.047  |
| 14.  | Zigmārs Berkolds – Sandris Bērziņš          | Lettland           | + 1.050  |
| 15.  | Anders Söderberg – Bengt Walden             | Schweden           | + 1.317  |

Weitere Reihenfolge
| Platz | Sportler                               | Land |
| ----- | -------------------------------------- | ---- |
| 16    | Eugen Radu, Robert Taleanu             | ROU  |
| 17    | Goro Hayashibe, Masaki Toshiro         | JPN  |
| 18    | Danil Tschaban, Jewgeni Schikow        | RUS  |
| 19    | Iwan Newmerschizki, Wladimir Prochorow | RUS  |
| 20    | Samuel Edney, Gwyn Lewis               | CAN  |
| DNF   | Marcin Piekarski, Krzysztof Lipiński   | POL  |
| DNF   | Anatoli Hurin, Jurij Hajduk            | UKR  |

## Teamwettbewerb
| Rang | Land                   | Name                                                                    | Zeit     |
| ---- | ---------------------- | ----------------------------------------------------------------------- | -------- |
| 1.   | Deutschland            | Georg Hackl – Sylke Otto – Patric Leitner/Alexander Resch               | 2:15.618 |
| 2.   | Lettland               | Mārtiņš Rubenis – Anna Orlova – Zigmars Berkolds/Sandris Bērziņš        | + 0.316  |
| 3.   | Österreich             | Rainer Margreiter – Sonja Manzenreiter – Andreas Linger/Wolfgang Linger | + 0.676  |
| 4.   | Slowakei               | Jaroslav Slavik – Veronika Sabolová – Ľubomír Mick/Walter Marx          | + 0.902  |
| 5.   | Italien                | Armin Zöggeler – Natalie Obkircher – Christian Oberstolz/Patrick Gruber | + 1.169  |
| 6.   | Russland               | Albert Demtschenko – Anastasia Antonowa – Danil Tschaban/Tvgeniy Zikov  | + 1.190  |
| 7.   | Vereinigte Staaten     | Adam Heidt – Brenna Margol – Mark Grimmette/Brian Martin                | + 1.268  |
| 8.   | Kanada                 | Jeff Christie – Regan Lauscher – Grant Albrecht/Eric Pothier            | + 1.726  |
| 9.   | Schweden / Norwegen    | Bengt Walden – Anahita Panjwani – Anders Söderberg/Bengt Walden         | + 3.097  |
| 10.  | Japan / Jungferninseln | Shigeaki Ushijima – Anne Abernathy – Goro Hayashibe/Masaki Toshiro      | + 3.461  |

Weitere Reihenfolge
| Platz | Land     |
| ----- | -------- |
| 11    | Ukraine  |
| 12    | Polen    |
| 13    | Rumänien |

## Medaillenspiegel
| Platz | Land        | Gold | Silber | Bronze | Gesamt |
| ----- | ----------- | ---- | ------ | ------ | ------ |
| 1.    | Deutschland | 2    | 1      | 2      | 5      |
| 2.    | Österreich  | 1    | 1      | 2      | 4      |
| 3.    | Italien     | 1    | 0      | 0      | 1      |
| 4.    | Lettland    | 0    | 2      | 0      | 2      |